# زورندورف
زورندورف (به آلمانی: Zurndorf) یک منطقهٔ مسکونی در اتریش است که در ناحیه نویزیل آم زی واقع شده‌است. زورندورف ۱٬۹۸۹ نفر جمعیت دارد.